# Spardosen-Terzett
Das Spardosen-Terzett ist ein seit 1989 bestehendes Jazz-Chanson-Trio aus dem Ruhrgebiet, das durch skurrile deutschsprachige Alben sowie durch die Zusammenarbeit mit Wiglaf Droste, Ina Müller, Thomas Quasthoff, Stephan Sulke, August Zirner und anderen im deutschsprachigen Raum bekannt wurde.

## Bandgeschichte
Die drei festen Band-Mitglieder haben eine Jazz-Ausbildung. Ihre ersten gemeinsamen Anfänge bestritten sie „aus Lust und Laune“ als Straßenmusiker. Der Bandname ist dem Namen einer zufällig in der Nähe befindlichen Kneipe „Die Spardose“ in Essen entlehnt. Der werde nicht mehr geändert, so „schön schräg“ klinge er und so eingeführt sei er binnen weniger Monate bereits gewesen.
Das Erscheinungsbild auf der Bühne wurde schon zu Anfang der 1990er von „gediegenem Outfit“ in Anzügen geprägt. Als Combo, die sich ein Renommee erst erspielen musste und hauptsächlich Jazzstandards bot, wurde der Lebensunterhalt mit Mugge-Buchungen für öffentliche und private Feiern, Firmen-Jubiläen, und zum Beispiel der Einweihung der „Kläranlage Dorsten“ verdient. Einladungen zu Jazz-Festivals folgten auch. Der Schlagzeuger der ersten Jahre, Mash Temme, schied Mitte der 1990er aus, weil er nach La Palma auswanderte; an seine Stelle trat Mickey Neher.
Neben zahlreichen Auftritten in Clubs und Medien, u. a. als Begleitband von Wiglaf Droste, treten die Spardosen häufig im Essener Grillo-Theater mit ihrer eigenen Show „Neues aus Vogelheim“ mit Comedians und Komödianten wie Fritz Eckenga auf. Im Münchner Verlag Antje Kunstmann wurden mehrfach Literatur und Jazz-Tonträger veröffentlicht mit Kurzprosa mehrerer Autoren und Sprecher, zu denen die Spardosen die Musik beisteuerten.
Seit 2008 kommt außerdem das Programm „Diagnose: Jazz“ mit dem Querflötisten und Schauspieler August Zirner zur Aufführung, in dem die Jazzmusiker Thelonious Monk, Roland Kirk und Charles Mingus Ausgangspunkt für komische Geschichten sind.
Aktuelle Besetzung:
- Rainer Lipski – Gitarre, Saxophon, Piano, Gesang
- Kai Struwe – Gesang, Kontrabass, Mundharmonika
- Mickey Neher – Schlagzeug, Gesang

## Musik und Texte
Die meisten Stücke beruhen auf einem humorvollen Textanteil und werden kompositorisch von Kai Struwe beigesteuert. Die Arrangements und sonstige Ausgestaltung besorgt das Trio gemeinsam. Die Musik basiert auf den akustischen Instrumenten Jazz-Gitarre, Kontrabass, Saxophon und Piano. Gegen die Etikettierung als Comedy-Act wehrt man sich ausdrücklich, „als ob Lustiges machen immer gleich Comedy hieße“.
Das titelgebende Stück aus dem 2006er Album handelt in selbstironisch-humorvoller Weise davon, dass jemand im Auto dringend irgendwohin muss, wo man sich nicht auskennt, und bei Passanten wenig erfolgreich nach dem Weg zu erkundigen hat. Der Name bezeichnet angeblich zugleich das Essener Stadtviertel Vogelheim wie auch die deutsche Übertragung des weltbekannten Jazzstandards Birdland von Joe Zawinul.
Weitere Themen sind Topoi wie Die Diskriminierung des blonden Mannes in Südamerika oder Strandbars am Steinhuder Meer mit ironisch gebrochenen Reflexionen über das Leben.
Passend zu Essen und das Ruhrgebiet als Europäische Kulturhauptstadt 2010 startete das Spardosen-Terzett das offene Musikvideoprojekt Glück auf, Ruhrgebiet. Der Text der neu komponierten Hymne Glück auf, Ruhrgebiet thematisiert liebevoll Sprache und geographische Lokalitäten des Ruhrgebietes und kann als Gegenpol zum lyrisch komplexen Leitsong (Komm zur Ruhr von Herbert Grönemeyer) der Kulturhauptstadt-Eröffnungsveranstaltung angesehen werden.

## Diskografie
- Evergreens und Jazz 1993
- Bitteschön 1998
- Für immer 2000 (mit Wiglaf Droste als Sänger)
- Leonce und Lena 2001
- Wolken ziehn 2002 (mit Wiglaf Droste als Sänger)
- Konzert 2004 (mit Wiglaf Droste als Sänger)
- Neues aus Vogelheim, Label Roofmusic 2006
- seit du da bist auf der welt Kein & Aber Records 2008
- Diagnose:Jazz mit August Zirner 2010 Label: Content Re (Edel)
- Glück auf Ruhrgebiet, 2010 die Single inkl. Mitsingversion, Text, Noten und Video
- Frankenstein 2018 mit August Zirner